# Dolina (rejon tłumacki)
Dolina (ukr. Долина) – wieś na Ukrainie, w obwodzie iwanofrankowskim, w rejonie tłumackim, nad Dniestrem.